# Bertil Lindblad
Bertil Lindblad (ur. 26 listopada 1895 w Örebro, zm. 25 czerwca 1965 w Saltsjöbaden) – szwedzki astronom.

## Życiorys
Studiował na uniwersytecie w Uppsali, w 1920 roku uzyskał tam stopień doktora. Od 1927 roku był profesorem Królewskiej Akademii Nauk i kierował Obserwatorium Sztokholmskim.
Zajmował się teorią obrotów galaktyk. Jako pierwszy zasugerował, że Droga Mleczna się obraca – następnie, że prędkość kątowa gwiazd w Galaktyce zależy od odległości od jej centrum (maleje), czyli podał w wątpliwość założenia o sztywności Galaktyki. Teorie te zostały potwierdzone przez Jana Oorta. Zauważył też spiralną naturę Drogi Mlecznej i prawidłowo wyjaśnił powstawanie ramion spiralnych.
W 1949 roku przyznano mu nagrodę Prix Jules-Janssen.
10 czerwca 1959 Uniwersytet Mikołaja Kopernika przyznał mu tytuł doktora honoris causa.  W tymże roku został członkiem zagranicznym PAN.
Jego syn, Per-Olof Lindblad, również jest astronomem.

## Wyróżnienia
Nagrody
- Złoty Medal Królewskiego Towarzystwa Astronomicznego (1948)
- Prix Jules-Janssen (1949)
- Bruce Medal (1954)

Nazwane jego imieniem
- Lindbad – krater na Księżycu
- (1448) Lindbladia – planetoida